# Australo-melanésios
Australóide, também designado Homo sapiens australis e Homo sapiens australasicus Berg/Bory de St. Vincent 1825 [i] é, segundo alguns autores, uma subdivisão de Homo sapiens que compreende a variedade australiana, de crânio neandertalóide, e as variedades védica, tasmânica e melanésica.